# تناص
التَّنَاصُّ، أو التعالق النصي (بالإنجليزية: Intertextuality)‏ في الأدب العربي هو مصطلح نقدي يقصد به وجود تشابه بين نص وآخر أو بين عدة نصوص. وهو مصطلح صاغته جوليا كريستيفا للإشارة إلى العلاقات المتبادلة بين نص معين ونصوص أخرى، وهي لا تعني تأثير نص في آخر أو تتبع المصادر التي استقى منها نص تضميناته من نصوص سابقة، بل تعني تفاعل أنظمة أسلوبية. وتشمل العلاقات التناصية إعادة الترتيب، والإيماء أو التلميح المتعلق بالموضوع أو البنية والتحويل والمحاكاة.وهو من أهم الأساليب النقديه الشعرية المعاصرة وقد تزايدت أهمية المصطلح في النظريات البنيوية وما بعد البنيوية.
وهو من المصطلحات والمفاهيم السيميائية الحديثة وهو مفهوم إجرائي يساهم في تفكيك سنن النصوص (الخطابات) ومرجعيتها وتعالقها بنصوص أخرى وهو بذلك مصطلح أريد به تقاطع النصوص وتداخلها ثم الحوار والتفاعل فيما بينها .أصبح مفهوم (التناص) واضحا فهو حسب البلغارية كريستيفا (تداخل النصوص في النص الجديد أو التعالق النصي)- وهو يختلف عن السرقات الأدبية أو (التلاص) حسب مصطلح الشاعر والناقد الفلسطيني عزالدين المناصرة.

## المعنى اللغوي
مصدر الكلمة [ ن ص ص ] وهو فعل خماسي لازم. تَنَاصَّ، يتَنَاصُّ، مصدر تَنَاصٌّ. «تَنَاصَّ النَّاسُ»: اِزْدَحَمُوا. ومعنى آخر تناصى القومُ أخذ بعضُهم بنواصي بعض في الخصومة «هبّتِ الريحُ وتناصتِ الأغصانُ: علَقت رؤوس بعضها ببعض».

## أنواع التناص
يزخر الأدب العربي القديم بأنواع كثيرةمن المصطلحات التي لها علاقة بمصطلح التناص مثل:السرقات الأدبية,الاقتباس,المعارضات الشعرية,التفاعل النصي...إلخ

## نقاش المصطلح
فإن ت. تودوروف أشار إلى المصطلح بصفة عرضية قائلاً "أنه من الوهم أن نعتقد بأن العمل الأدبي لـه وجود مستقل، أنه يظهر مندمجاً داخل مجال أدبي ممتلئ بالأعمال السابقة وعليه يتحول كلّ عمل فني يدخل في علاقة معقدة مع أعمال الماضي وفي بعض المعاجم العربية المختصة وغير المختصة، ذهب بعض الدارسين إلى اعتبار مصطلح السرقات (Plagiavius) الأقرب إلى لفظ التناص، وهو عند البلاغيين كأخذ قائل من قائل آخر
معنى من المعاني وبعض لفظه أو أكثر من لفظه صورة أخرى للمصطلح في واقعه العربي، نلمحها لدى عبد الله الغذامي القائل بمصطلح "التداخل النصي" بحيث يعتقد أن "تداخل النصوص يتمّ عبر نصِّ واحدٍ من جهة ويقابله في الجهة الأخرى نصوص لا تحصى.
وقد أنكر مجمع اللغة العربيّة هذا التعبير لأنّ التناص على وزن تفاعُل، والفعل على وزن: فاعَلَ = ناصّ أو ناصص، وقالوا: لا وجود لهذا الفعل في اللغة العربيّة القول بأن لا وجود لهذا الفعل غير مفهوم، فالتناص مصدر وليس فعلا، ومعناه التنادي، كما في كتاب العين.